# Languenan
Languenan (tiếng Breton: Langenan) là một xã của tỉnh Côtes-d’Armor, thuộc vùng Bretagne, tây bắc Pháp.

## Dân số
Người dân ở Languenan được gọi là Languenanais.